# そらいろFairy
「そらいろFairy」（そらいろフェアリー）は、ゲーム『Sister Princess 2 PREMIUM FAN DISC』の主題歌が収録された、SISTER PRINCESSの4枚目のシングル。2003年12月26日、ランティスより発売された。

## 概要
PS版ゲーム『Sister Princess 2 PREMIUM FAN DISC』のオープニングテーマとエンディングテーマを収録している。歌っているのは、SISTER PRINCESS、ゲーム版のユニット『SISTER PRINCESS』としては3枚目、アニメ版「Sister Princess」名義を含めると5枚目のシングルとなる。12人で歌う作品としては最後である。

## 収録曲
1. そらいろFairy [3:51]
  - 作詞：畑亜貴、作・編曲：伊藤真澄
  - ゲーム『Sister Princess 2 PREMIUM FAN DISC』オープニングテーマ
2. しあわせプリンセス [4:27]
  - 作詞：畑亜貴、作曲：脇丸諄一、編曲：五島翔
  - ゲーム『Sister Princess 2 PREMIUM FAN DISC』エンディングテーマ
3. そらいろFairy（off vocal） [3:51]
4. しあわせプリンセス（off vocal） [4:27]

### ユニットメンバー
1. 1 2  桑谷夏子、望月久代、小林由美子、堀江由衣、千葉千恵巳、柚木涼香、横手久美子、神崎ちろ、川澄綾子、かかずゆみ、半場友恵、水樹奈々